# Almani Moreira
Almani Da Silva Moreira (Bissau, 16 juni 1978) is een Bissaus-Portugese voormalig voetballer.

## Clubcarrière
Moreira leerde voetballen in de jeugd van het Portugese Sacavenense. Uiteindelijk belandde hij in de jeugdopleiding van Boavista FC. In 1997 werd hij daar in de A-kern opgenomen en meteen uitgeleend aan Gondomar SC. Ook een seizoen later werd Moreira uitgeleend, ditmaal aan Gil Vicente FC.
In 1998 keerde Moreira terug naar Boavista, waar hij in drie seizoenen tijd zeventien keer in actie kwam. Daarbij won hij één keer de landstitel. In de zomer van 2001 haalde Standard Luik hem naar België. Moreira werd er een van de sterkhouders van het elftal. Hij was in die dagen een ploegmaat van onder andere Johan Walem, Jurgen Cavens, Michaël Goossens en Eric Van Meir. Moreira speelde bij de Rouches met het rugnummer 10. Hij won in Luik geen prijzen.
Tijdens het seizoen 2004/05 leende Standard de middenvelder uit aan Hamburger SV, waar hij een ploegmaat werd van ex-Standardspelers Daniel Van Buyten en Émile Mpenza. Op het einde van het seizoen keerde Moreira terug naar Luik. Standard verlengde zijn contract niet. In 2006 mocht hij vertrekken.
Moreira trok naar Dynamo Moskou, maar kon er niet aarden. Hij speelde er één competitiewedstrijd en keerde terug naar zijn geboorteland. Hij sloot zich aan bij CD Aves, maar kwam amper aan spelen toe. Op het einde van het seizoen ruilde hij Aves in voor Partizan Belgrado. Hij ontpopte zich daar tot publiekslieveling en sterkhouder. In 2008, 2009 en 2010 won hij met Partizan drie keer op rij de landstitel. In 2008 en 2009 won hij ook de Beker van Servië. In de zomer van 2010 plaatste Partizan zich voor de UEFA Champions League door RSC Anderlecht uit te schakelen in de laatste voorronde.
Na zijn passage bij Partizan Belgrado speelde hij ook nog voor Dalian Yifang, FK Vojvodina, UD Salamanca en Atlético Clube de Portugal. In 2014 stopte hij met voetballen.

## Interlandcarrière
Moreira speelde als jeugdinternational voor Portugal, maar stootte nooit door tot het eerste elftal. Aangezien hij in Guinee-Bissau geboren is, besloot Moreira uit te komen voor het Guinee-Bissaus voetbalelftal. In 2010 speelde hij op 32-jarige leeftijd zijn eerste interland.